# Anastasios Sidiropoulos

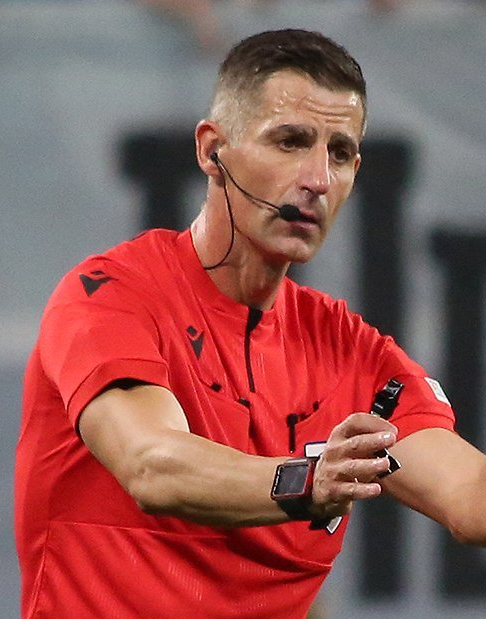
Anastasios Sidiropoulos (2021)

Anastasios Sidiropoulos (griechisch Αναστάσιος Σιδηρόπουλος, * 9. August 1979 in Drama) ist ein griechischer Fußballschiedsrichter.
Sidiropoulos leitet seit der Saison 2009/10 Spiele in der griechischen Super League.
Seit 2011 steht er auf der FIFA-Liste und leitet internationale Fußballspiele. In der Saison 2013/14 leitete Sidiropoulos erstmals Spiele in der UEFA Europa League, in der Saison 2014/15 erstmals Spiele in der UEFA Champions League. Zudem pfiff er bereits Partien in der UEFA Nations League, in der EM-Qualifikation für die EM 2016  und EM 2021, in der europäischen WM-Qualifikation für die WM 2014 in Brasilien, die WM 2018 in Russland und die WM 2022 in Katar sowie Freundschaftsspiele.
Bei der Europameisterschaft 2016 in Frankreich wurde Sidiropoulos als Vierter Offizieller eingesetzt.
Bei der U-17-Europameisterschaft 2013 in der Slowakei leitete Sidiropoulos zwei Partien in der Gruppenphase sowie das Finale zwischen Italien und Russland (0:0, 4:5 i. E.). Zudem leitete er bei der U-21-Europameisterschaft 2015 in Tschechien zwei Gruppenspiele und das Halbfinale zwischen Portugal und Deutschland (5:0). Bei der U-20-Weltmeisterschaft 2017 in Südkorea wurde er als Videoschiedsrichter eingesetzt. Außerdem leitete er zwei Gruppenspiele bei der U-17-Weltmeisterschaft 2017 in Indien.
Am 12. Juni 2023 leitete er das 1000. Länderspiel der deutschen Fußballnationalmannschaft, die sich in einem Benefiz-Spiel in Bremen 3:3 von der Ukraine trennte. Das Schiedsrichter-Team spendete sein Honorar für die Ukraine.